# ブロリ
マルセロ・ブロリ（1978年3月13日 - ）は、ウルグアイのサッカー指導者。サッカーウルグアイ代表の監督代行者。

## 来歴
U-20ウルグアイ代表の監督であり、2022年のワールドカップ後に後任監督が決まらなかったことから、ウルグアイ代表の監督代行者となった。
2023年3月24日の日本代表戦で来日した。